# Berhet
 Berhet  (en bretón Berc'hed) es una población y comuna francesa, en la región de Bretaña, departamento de Côtes-d'Armor, en el distrito de Lannion y cantón de La Roche-Derrien.

## Demografía
| 254 | 223 | 187 | 181 | 217 | 211 | 210 |
| Para los censos de 1962 a 1999 la población legal corresponde a la población sin duplicidades (Fuente: INSEE [Consultar]) |     |     |     |     |     |     |